# Янг, Алан
Алан Янг (англ. Alan Young, при рождении Ангус Янг (англ. Angus Young), 19 ноября 1919 — 19 мая 2016) — англо-канадский и американский актёр и радиоведущий, голосом которого говорит Скрудж Макдак в диснеевском мультсериале «Утиные истории» (1987—1990).

## Биография
Родился в английском графстве Нортамберленд в семье рабочего верфи Джона Кэткарта Янга и его супруги Флоренс Пинкни. Когда он был ещё ребёнком, его семья сначала переехала в шотландский Эдинбург, а затем в Канаду, где обосновалась в Западном Ванкувере в Британской Колумбии. В юности он тяжело болел астмой, из-за чего постоянно был прикован к постели. С началом Второй мировой войны он попытался попасть в ряды ВМФ Канады, но из-за слабого здоровья был отвергнут.
В начале 1940-х годов получил работу на канадском радио, а добившись первого успеха переехал в США, где продолжил свои радиовыступления, став там ведущим собственного шоу. В 1946 году состоялся его дебют в кино фильме Генри Кинга «Марджи», после чего последовали роли в картинах «Андрокл и лев» (1952), «Джентльмены женятся на брюнетках» (1955) и «Мальчик-с-пальчик» (1958).
В начале 1950-х годов начал карьеру на телевидении с телеверсии его радиошоу. Именно работа на телевидении принесла актёру наибольшее признание и славу. За годы своей карьеры он появился более чем в полусотне телесериалов и телефильмов, среди которых «Шоу Стива Аллена», «Мистер Эд», «Лодка любви», «Она написала убийство», «Совершеннолетние», «Скорая помощь», «Сент-Элсвер», и «Сабрина — маленькая ведьма». Его телевизионные работы также включают озвучивания многих мультсериалов, таких как «Человек-паук и его удивительные друзья», «Невероятный Халк», «Смурфики», «Элвин и бурундуки», «Бэтмен», «Шоу Рена и Стимпи» и «Утиные истории», где его голосом говорил Скрудж Макдак.
Алан Янг дважды был женат. Со своей первой супругой Мэри Энн Граймс, ставшей матерью его двоих детей, он прожил с 1941 года до развода в 1947 году. Со второй супругой, Вирджинией Маккёрди, он был в браке с 1948 года до её смерти в 2011 году. В последние годы жизни актёр проживал в калифорнийском городе Беверли-Хиллз. Янг позже жил в Вудлэнд Хиллз (Woodland Hills), штат Калифорния, в кинематографических и телевизионных Country House и больницы пенсионных сообществ[прояснить], где он умер 19 мая 2016 года от естественных причин в возрасте 96 лет.

## Награды
- Прайм-тайм премия «Эмми» 1951 — «Лучший актёр комедийного сериала».